# تمثيل وسيطي
في الفيزياء أي جسم في المعلم العطالي يستطيع رسم أي منحنى والرسم البيانى {\displaystyle f(x)=y} لايستطيع دائما إعطاء معادلة أي منحني نريد رسمه، ومنه يجب البحث عن طريقة جديدة لرسم المنحنيات الرياضية، هذه الطريقة تعرف بالتمثيل الوسيطي أو معادلة وسيطية وهي دالة ذات متغير t حيث
{\displaystyle y=f(t)} و {\displaystyle x=f(t)} 
في فضاء إقليدي ثنائي الأبعاد ويمكن تعميم هذا المفهوم للفضاء الإقليدي ذي n بعدًا